# Cameron Artis-Payne
Cameron Artis-Payne (Harrisburg, 23 giugno 1992) è un giocatore di football americano statunitense che gioca nel ruolo di running back, attualmente free agent.

## Biografia

### Carolina Panthers
Dopo avere giocato al college a football ad Auburn, Artis-Payne fu scelto nel corso del quinto giro (174º assoluto) del Draft NFL 2015 dai Carolina Panthers. Debuttò come professionista subentrando nella gara del terzo turno contro i New Orleans Saints correndo 6 yard su 3 tentativi. Il primo touchdown in carriera lo segnò nell'ultimo turno contro i Tampa Bay Buccaneers, chiudendo la sua prima stagione regolare con 183 yard corse su sette presenze.

## Palmarès

### Franchigia
- National Football Conference Championship: 1

Carolina Panthers: 2015

## Statistiche
| Partite totali      | 7   |
| Partite da titolare | 0   |
| Yard corse          | 183 |
| Touchdown           | 1   |

Statistiche aggiornate alla stagione 2015